# 藤原隆弘
藤原 隆弘（ふじわら たかひろ、1956年5月23日- ）は、福岡県出身の競技麻雀のプロ雀士。日本プロ麻雀連盟所属。同団体では常任理事を務める。団体内の段位は九段。

## 人物
- キャッチフレーズは「緻密な仕事師」。

## 獲得タイトル
- チャンピオンズリーグ（第8期、第16期、第24期）
- 天空麻雀・男性大会（第6回）
- 小島武夫杯 帝王戦優勝（第1期）

## リンク
- 藤原隆弘 (@WarasanWarasan8) - X（旧Twitter）